# Eric Bana
Eric Banadinović, känd som Eric Bana, född  9 augusti 1968 i Melbourne, är en australisk skådespelare och komiker.
Eric Bana började sin karriär som komiker i tv-serien Full Frontal (1993) och medverkade i flera australiska tv-program under 1990-talet. Han fick bra kritik för sin roll i den biografiska filmen Chopper (2000). Bana spelade sedan i Hollywoodfilmen Black Hawk Down (2001), som en sergeant i den amerikanska insatsstyrkan Delta Force. Därefter hade han huvudrollen som Bruce Banner i Ang Lees film Hulk (2003) och som prins Hektor i Troja (2004). Han hade också huvudrollen i Steven Spielbergs film München (2005) och spelade senare skurken Nero i science fiction-filmen Star Trek (2009). Bana har fått Australiens högsta tv- och filmpriser för sina roller i Full Frontal, Chopper och Romulus, My Father (2007). Han har även nominerats till (bland andra utmärkelser) MTV Movie Award for Best Fight (Troja) och Phoenix Film Critics Society Award for Best Cast (Black Hawk Down).
Eric Bana gifte sig 1997 med Rebecca Gleeson. Paret har två barn.

## Biografi
Eric Bana är son till Eleanor och Ivan Banadinović. Modern har tyskt påbrå och var hårfrisör; fadern är av kroatiskt ursprung och var chef inom logistik. Eric Banas farfar emigrerade till Argentina efter andra världskriget och hans farmor till Tyskland och senare till Australien. Han har en äldre bror. Han växte upp i området Tullamarine i Victoria, en förort väster om Melbourne. Familjen pikades för sitt ursprung; rötter som Bana har sagt att han alltid har varit stolt över och att dessa har påverkat hans uppväxt mycket. "Jag har alltid haft sällskap av etniska européer".
Som tonåring såg Eric Bana filmen Mad Max (1979) med Mel Gibson och bestämde sig för att bli skådespelare. 1991 började han med ståuppkomik samtidigt som han var bartender på Melbournes Castle Hotel.
Bana träffade Rebecca Gleeson, en publicist, 1995 och paret gifte sig två år senare efter att Bana friat under en resa till USA som han hade fått av Cleo Magazine, i pris för utnämningen "årets ungkarl" 1996. De har en son (Klaus, född 1999) och en dotter (Sophia, född 2002) och bor i Melbourne. Bana har behållit sitt födelsenamn Banadinović.
Han är motorsportsentusiast och har deltagit i flera tävlingar i Australien. Han ville bli mekaniker när han var 14 men hans far övertygade honom om att det var bättre att stanna i skolan. Han köpte sin första bil året därpå, när han var femton år och gjorde sin racing-debut 1996 i ett veckolångt race runt ön Tasmania.
Eric Bana är ambassadör för en välgörenhetsorganisation för hemlösa ungdomar, Youth of the Streets. Han är också en förkämpe för organisationen Mental Illnes Fellowship, Victoria, som vill öka medvetandet om psykiska sjukdomar i Australien. Andra organisationer som Bana är involverad i är Australian Childhood Foundation och Bone Marrow Donor Institute, samt Motorcycle Riders Association Toy Run som samlar in pengar och leksaker till behövande barn varje jul. Han har lånat sin röst till en dokumentär om den utrotningshotade Tasmanska djävulen och har även engagerat sig i Royal Society for the Prevention of Cruelty to Animals.

## Filmografi

### Tidiga roller
Eric Bana debuterade på tv 1993 i pratshowen Tonight Live with Steve Vizard. Framträdandet uppmärksammades av sketchkomediserien Full Frontals producenter, som erbjöd honom att medverka i showen som manusförfattare och aktör. Under sina fyra år i programmet skrev han själv mycket av sitt material och baserade några av rollfigurererna på sina familjemedlemmar. Särskilt populära bland publiken var hans imitationer av Columbo, Arnold Schwarzenegger, Sylvester Stallone och Tom Cruise. Framgången på tv ledde till en skivinspelning av komedialbumet Out of Bonds 1994. Han fick en egen tv-show 1996, Eric, som bestod av sketcher med rollfigurer från vardagslivet. Senare lanserades The Eric Bana Show Live som skrevs och utfördes av Bana och som innehöll satirsketcher, ståuppkomedi och kända gäster. Antalet tittare var inte tillräckligt för att fortsätta programmet, som lades ner efter bara åtta episoder. Trots detta fick han året därpå priset Logie Award för "Most Popular Comedy Personality". Samma år, 1997, gjorde Bana sin filmdebut i den australiska filmen The Castle som handlar om hur en familj i Melbourne kämpar för att behålla sitt hus vid stadens flygplats fast myndigheterna försöker tvinga dem att flytta. Filmen gick bättre än förväntat både bland kritiker och kommersiellt och inbringade mer än 10 miljoner australiska dollar på biograferna.

### 1997–2005

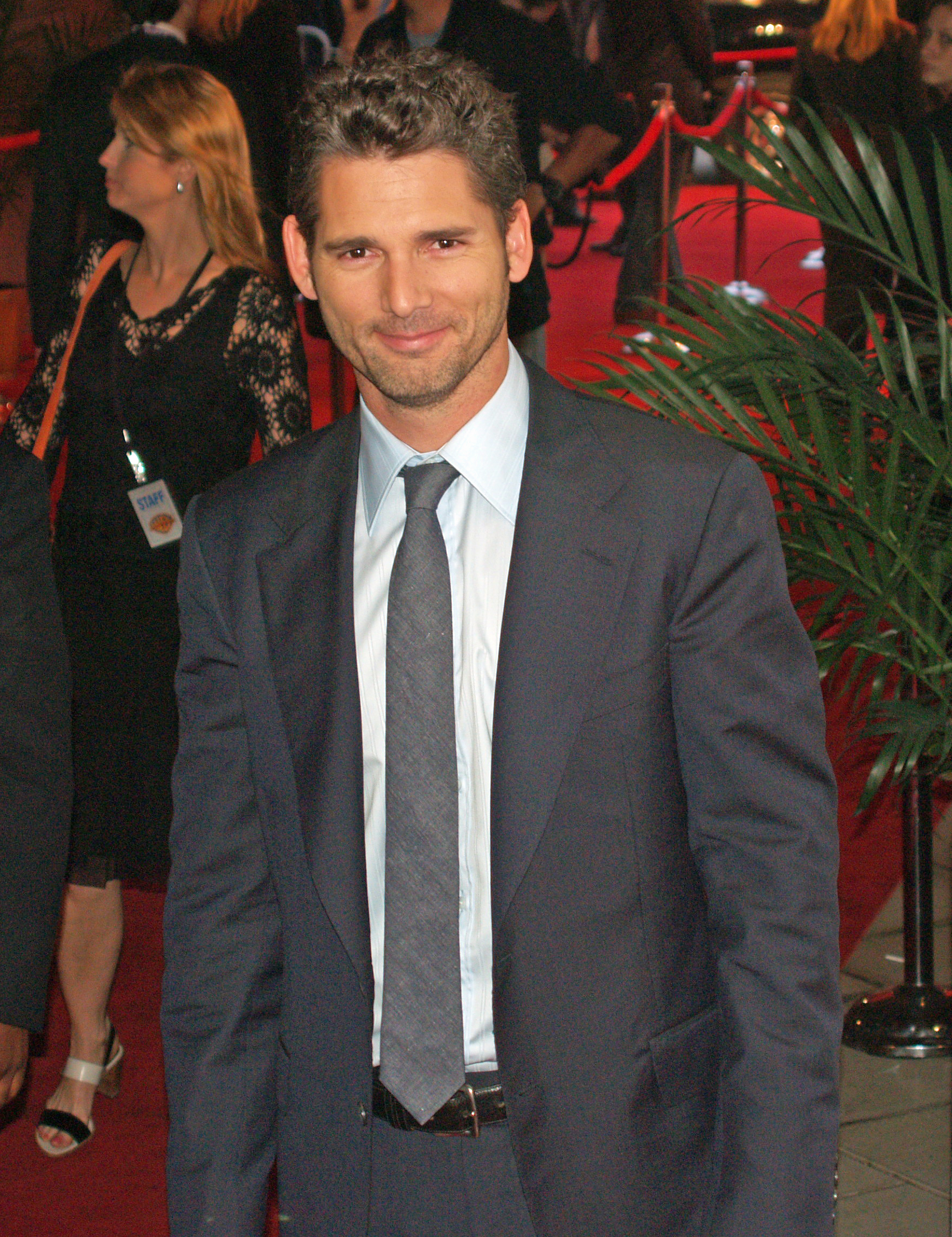
Eric Bana, 2007.

Trots att Eric Bana saknade erfarenhet av dramaroller erbjöd regissören Andrew Dominik honom 1997 att medverka i filmen Chopper (2000). Chopper är en biografisk film som baseras på Chopper Reads liv, en ökänd australisk brottsling. Dominik hade arbetat med projektet i fem år utan att finna en skådespelare som kunde skildra Read. När Read själv föreslog Bana, efter att ha sett honom i en parodi på tv, blev Dominik intresserad. I sina förberedelser för framträdandet rakade Bana huvudet, gick upp 14 kilo i vikt och tillbringade två dagar tillsammans med Read för att lära sig att härma hans rörelsemönster. Under inspelningarna anlände han till studion klockan fyra på morgonen eftersom det tog fem timmar att applicera Reads omfattande tatueringar på kroppen. Utgivningen av filmen utanför Australien var begränsad men Banas prestation fick positiva recensioner, bland andra av den amerikanska filmkritikern Roger Ebert som skrev: "i komikern som heter Eric Bana tror jag att filmskaparna har hittat en framtida stjärna... Han har kvalitéer som ingen dramaskola kan lära ut och som få skådespelare kan matcha. Du kan inte undvika att se honom." Chopper nominerades till bästa film av Australian Film Institute Awards 2001. Samma organisation som också tilldelade Bana priset för "bästa skådespelare".
År 2001 valde regissören Ridley Scott Eric Bana för rollen som en amerikansk soldat i Black Hawk Down. Någon provspelning krävde han inte eftersom han var imponerad av Banas framträdande i Chopper. Bana spelar Norm 'Hoot' Gibson, en elitsoldat i en insatsstyrka i specialförbandet Delta Force som försöker ta sig ur en strid i Mogadishu, Somalia, efter ett uppdrag som har misslyckats. Han tränade i flera månader före inspelningarna för att tappa övervikten som han lagt på inför Chopper. Han tränade också tillsammans med Delta Force trupper vid Fort Bragg i North Carolina, bland annat för att lära sig att skjuta med vapen.
Banas nästa projekt var den australiska lågbudgetfilmen The Nugget (2002). Komedin skildrar hur tre män i arbetarklassen hanterar plötslig rikedom. Filmen blev ingen succé men Bana sade att han drogs till filmen eftersom den påminde honom om hans barndom och för att han tyckte att rollfigurerna var roliga och sympatiska. När The Nugget filmades erbjöds Bana huvudrollen som Bruce Banner i filmatiseringen av seriefiguren Hulken. Han övervägde rollen först när han fick veta att regissören Ang Lee var inblandad i projektet. Bana beundrade Lee för dennes arbete med filmen The Ice Storm och gick med på att ta rollen innan slutversionen av manuset var färdigskrivet. Han sade att han drogs till filmen eftersom "rollfiguren Bruce Banner har dramatisk potential" och var "en hyfsat icke-traditionell superhjälte. Hulk (2003) fick blandade recensioner och var bara måttligt framgångsrik på biograferna men Banas framträdande lovordades. New York Daily News skrev att Bana spelade Bruce Banner "med stor övertygelse". Bana vann en Academy of Science Fiction, Fantasy & Horror Films nominering för "Cinescape Genre Face of the Future" för filmen
År 2004 hade Eric Bana huvudrollen tillsammans med Brad Pitt i storbudgetfilmen Troja. Han spelade Hektor som ledde Trojas trupper i slaget mot den grekiska krigaren Achilles. Filmen var en internationell succé och inbringade 364 miljoner dollar. I Nordamerika gick det sämre, filmen tog in mindre än 133 miljoner dollar.

### 2005 och framåt

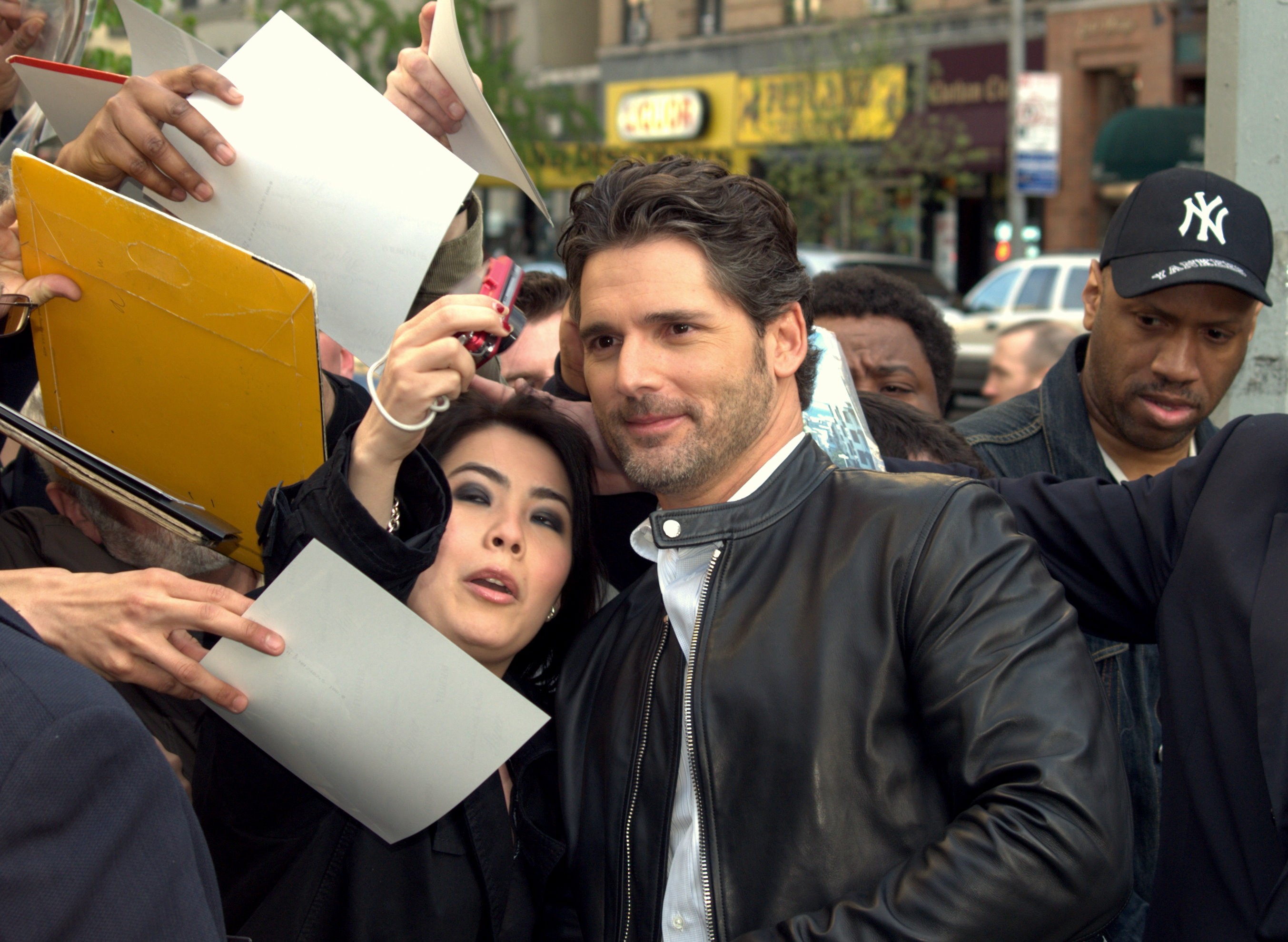
Bana med fans på Tribeca Film Festival 2009.

Tillsammans med Daniel Craig och Geoffrey Rush hade Eric Bana huvudrollen i Steven Spielbergs kontroversiella film München (2005). Han spelade Avner, en Mossad-agent som får order att spåra och döda terrorister i organisationen Svarta september som tros ligga bakom Massakern vid OS i München 1972. Filmen var en kritikersuccé och nominerades till fem Oscars 2006. Los Angeles Times skrev att Bana som Avner "projicerar en kombination av känslighet och skoningslöshet och ... vet hur man framställer ett ansikte för vilket oro är en ny erfarenhet." Bana blev samma år inbjuden att bli medlem i Amerikanska filmakademien.
Innan Münich spelades in medverkade Bana i Lucky You, en romantisk komedi, som hade premiär i början av 2007. Han spelar Huck Cheever, en professionell pokerspelare som måste överkomma sina personliga problem för att vinna ett spel med höga insatser i Las Vegas. Hans nästa film var Romulus, My Father som baserades på Raimond Gaitas memoar med samma namn. Filmen skildar ett pars motgångar när de fostrar sin son. Filmen lovordades av kritikerna och Bana fick för andra gången priset Australian Film Institute Award, i kategorin "bästa skådespelare"
Banas nästa projekt var det historiska dramat Den andra systern Boleyn (2008). Han spelar kung Henrik VIII, mot Scarlett Johansson och Natalie Portman. Bana blev överraskad när han erbjöds rollen och sade att han "förmodligen skulle ha hoppat över den utan att ens öppna [manuset]" om han inte kände till något annat om filmen än dess titel. Följande år hade han huvudrollen tillsammans med Chris Pine och Zachary Quinto i science fiction filmen Star Trek. Hans rollfigur var Nero, en kapten på en gruvfarkost som försöker hämnas på Spock som han klandrar för att ha förstört hans hemplanet ("Romula") och sålunda också dödat dess invånare. Filmen var en succé och inbringade 380 miljoner dollar världen över. 2009 spelade bana också rollfiguren Henry DeTamble i filmatiseringen av  The Time Traveler's Wife , och mot Adam Sandler och Seth Rogen i Judd Apatows tredje långfilm, en komedi om ståuppkomiker med titeln Funny People. Bana gjorde också på egen hand en dokumentär, Love the Beast som handlar om hans relation med sin första bil och hur han har utvecklats som bilälskare. Medverkar gör bland andra Jay Leno, Jeremy Clarkson och Dr. Phil.
År 2011 spelade Eric Bana Erik Heller i actionthrillern Hanna, tillsammans med Saoirse Ronan och Cate Blanchett. När den gavs ut blev filmen den andra största filmen på biograferna i USA.